# Locura

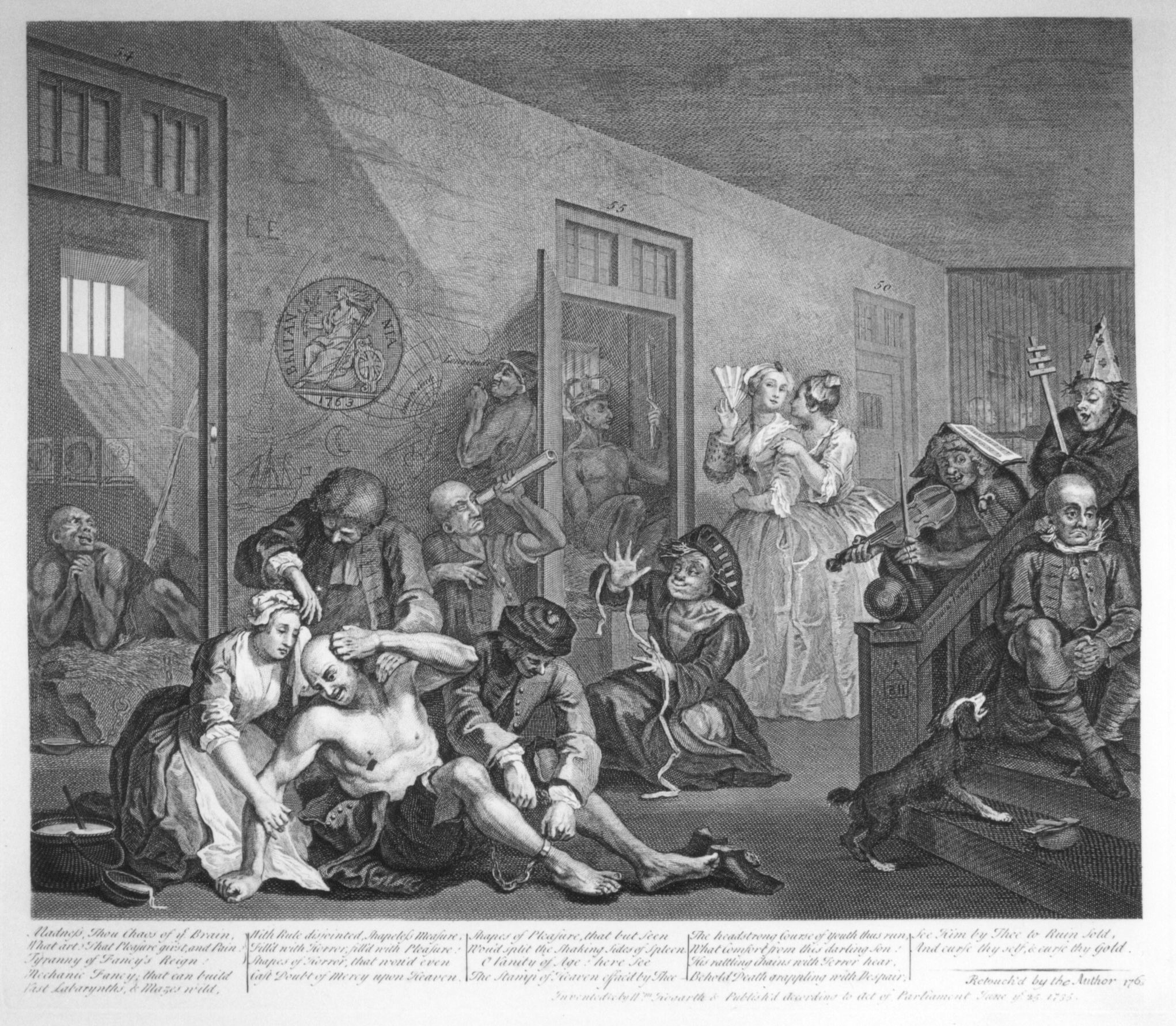
Grabado de la octava impresión de William Hogarth en A Rake's Progress que representa reclusos en el Hospital Real de Bethlem

Se designó como locura, hasta final del siglo XIX, a un determinado comportamiento que rechazaba las normas sociales establecidas.  Lo que se interpretó por convenciones sociales como locura fue la desviación de la norma (del latín vulgar delirare, de lira ire, que significaba originalmente en la agricultura ‘desviado del surco recto’), por culpa de un desequilibrio mental, por el cual un hombre o una mujer padecía de delirios enfermizos, impropios del funcionamiento normal de la razón, que se identificaban por la realización de actos extraños y destructivos. Los síntomas de ciertas enfermedades, como la epilepsia u otras disfunciones mentales, fueron también calificados de locura.

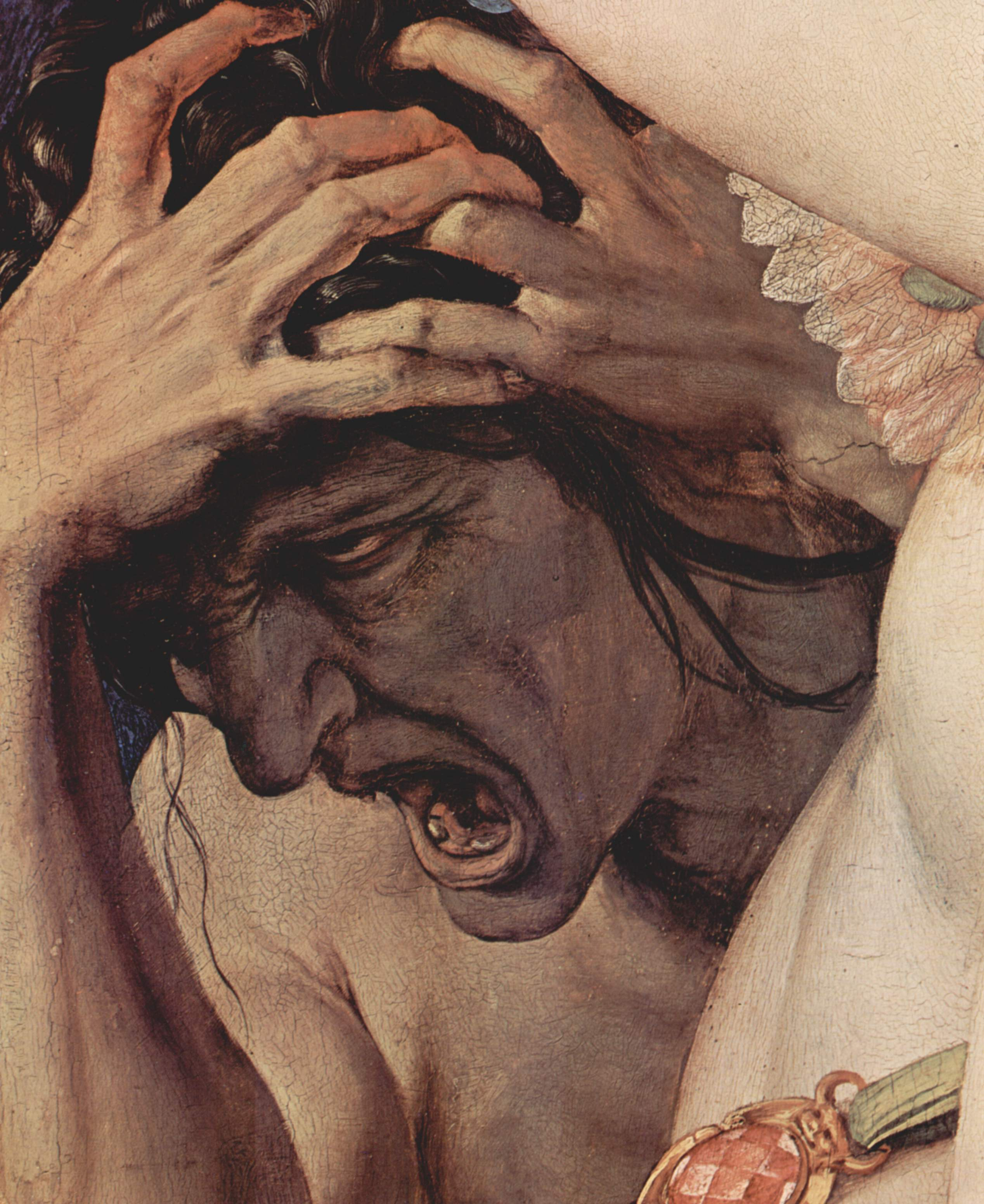
Detalle de Alegoría con Venus y Cupido (1540/45) de Agnolo Bronzino

## Historia
Locura, según el diccionario, significa «privación del juicio o del uso de la razón». Antiguamente, se creía que era consecuencia de maniobras sobrenaturales, o netamente demoníacas. También se pensaba que actuaba en el hombre como castigo divino por la culpa de sus pecados. En la Edad Media los leprosos pasaron a ser una imagen distinta del miedo. Temidos y repudiados por los demás, eran excluidos y encerrados en leproserías; sus bienes, una vez desaparecida la enfermedad, eran convertidos en fondos administrados por las ciudades y destinados a obras de beneficencias y establecimientos hospitalarios.
Una vez desaparecida la lepra, su lugar es tomado por las enfermedades venéreas, que pronto pasan a ser consideradas asuntos médicos.
Hasta la segunda mitad del siglo XV, el tema reinante es la muerte, que aparece bajo el signo de las guerras y pestes que acompañan este período. Pero ya a finales del período, esta inquietud gira sobre sí misma. Los hombres dudan de todo y, al dudar también de la muerte, se abre una nueva perspectiva que permite burlarse de ella, porque solo da cuenta de que la verdadera existencia está vedada a los ojos humanos mientras la realidad sea solo un espejo de sí misma.
En el Renacimiento, la locura surge como una nueva encarnación del mal. Es en este momento en que aparece la denominada stultifera navis (‘nave de los locos’) que determina la existencia errante de los locos. Dicha nave fue utilizada para eliminar del territorio a estos seres molestos que ponían en riesgo la seguridad de los ciudadanos. El furor sin causa era concebido como un síntoma inequívoco de locura y un motivo de confinamiento en la nave de los locos. Sin embargo, este viaje no solo hacía las veces de barrendero humano, sino que otorgaba al loco la posibilidad de purificación, sumado al hecho de que cada uno es entregado a la suerte de su propio destino, pues «cada viaje es, potencialmente, el último».
A partir de Erasmo de Róterdam y del humanismo, la locura pasa a ser parte directa de la razón y una denuncia de la forma general de la crítica. Es la locura la que ahora analiza y juzga a la razón. Los papeles se invierten y dejan ver que una no podría sobrevivir sin la otra, pues ambas son una misma cosa que, en determinados momentos, se desdobla para revalidar su necesaria presencia en el mundo.
Solo en el siglo XVII se dominará a la locura a través del encierro, con el llamado «hospital de los locos», donde la razón triunfará por medio de la violencia.

## Concepto
El concepto de «locura» fue empleado en Europa históricamente en diferentes contextos con diferentes significados, que retrospectivamente se sabe que correspondían a fenómenos distintos, que en la historia de la medicina se encuentran pobremente definidos y que en ocasiones eran incluso contradictorios. La cuestión de qué variaciones respecto a la norma eran aceptadas como «extravagancias» y cuáles como locura podía depender de la región, la época o las circunstancias sociales del sujeto. No fue hasta la aplicación de la nosología moderna cuando se delimitaron los diferentes fenómenos denominados hasta entonces como locura. La locura, en términos clínicos puede ser entendida como una forma de esquizofrenia e incluso como un sinónimo.

## Síntomas de la locura
Como las manifestaciones de la locura son muy variadas, se pueden considerar síntomas de diversos estados. En cada caso, el afectado muestra una conducta que se aparta de la normalidad de una forma determinada. Por eso, los afectados quedan desplazados de su entorno social. Frecuentemente se manifiesta como una pérdida de control, en la que los sentimientos se muestran desinhibidamente. La conducta se desplaza fuera de lo racional y las consecuencias de los propios actos no se tienen en cuenta. Los actos pueden ser objetivamente absurdos e inútiles. La diferencia entre lo real y lo irreal puede desaparecer, viéndose perturbada la percepción de la realidad. Se pueden encontrar en la mitología griega ejemplos de consecuencias catastróficas de la locura: Heracles mata a sus hijos; Áyax el Grande masacró un rebaño de ovejas al confundirlo con los líderes aqueos tras una disputa con Odiseo; el rey Licurgo de Tracia confundió a su hijo con una hiedra, símbolo de Dioniso, cuyo culto había prohibido, matándolo.
Las características perceptibles de la locura abarcan un área amplia entre la actividad frenética y la catatonia. De un lado están los maníacos; en el otro los depresivos y los apáticos. A menudo se dan disfunciones en las capacidades comunicativas, que pueden disminuir la inteligibilidad del discurso y pueden parecerse al habla de un niño pequeño: repetición de porciones de frases, reduplicación, hablar con rimas simples, onomatopeyas o cantar canciones infantiles.

### Representaciones gráficas

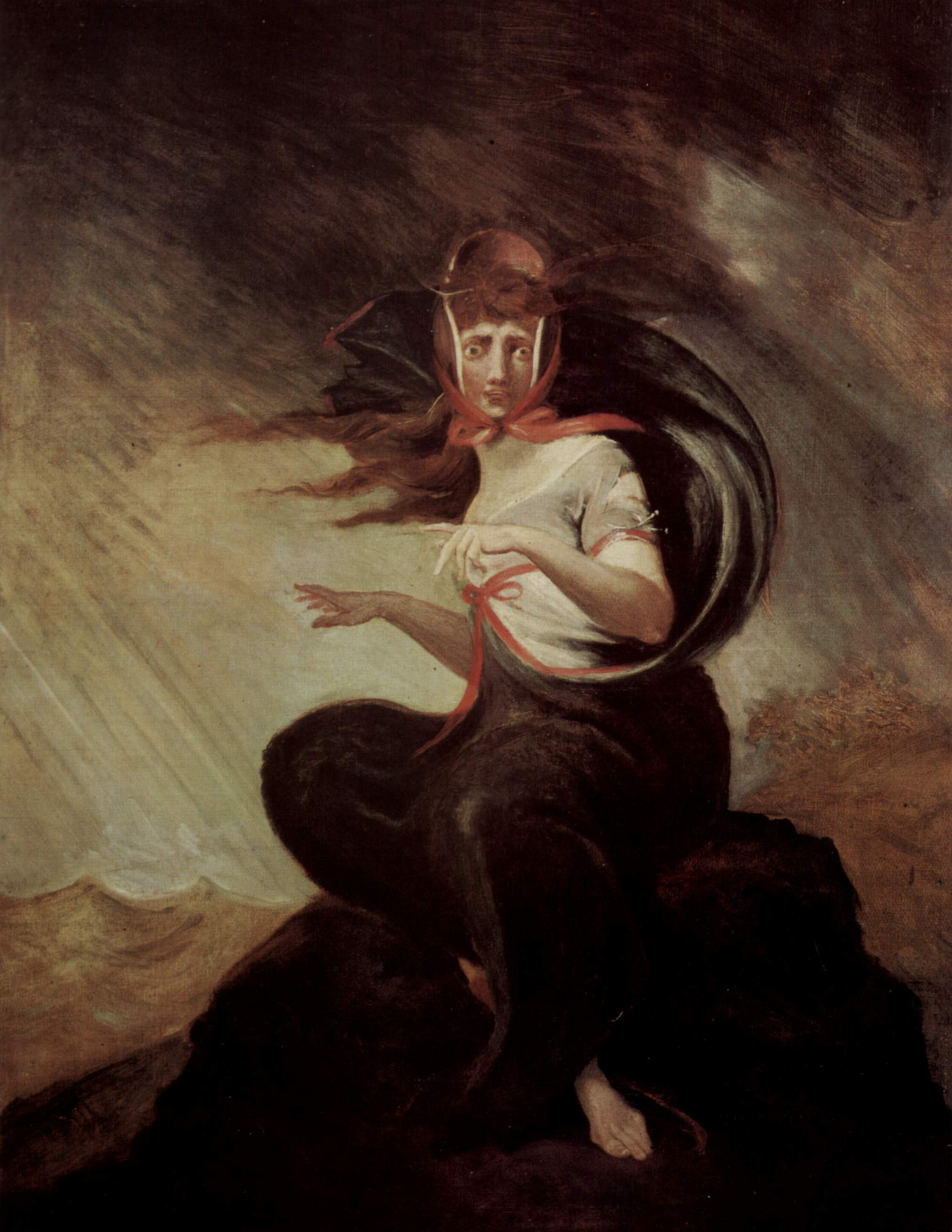
«Kate la loca» (1806/07) de J. H. Füssli

Las representaciones de la locura en el arte y la literatura pueden dar información acerca de qué síntomas se conocían en tiempos pasados con el denominador de «locura». Naturalmente estas conclusiones deben de ser extraídas con cuidado, pues pueden ser equívocas. De hecho, una iconografía de la locura solamente puede originarse a partir de las percepciones de su manifestación ya disponibles.
Las interpretaciones concretas artísticas pueden retroalimentar la percepción del público, lo que significa que pueden modelar un determinado estereotipo. Tanto la estética como el diagnóstico médico de la enfermedad son a menudo proyecciones, que pueden expresar la realidad distorsionadamente, o directamente estereotipos.
Las representaciones gráficas de la locura se centran en la expresiones faciales distorsionada, posturas corporales exageradas, gestos sin sentido, actos absurdos y representaciones de alucinaciones o simplemente de fisonomías poco naturales.

## Locura en la literatura
Acercamiento a Elogio de la locura
«La sabiduría inoportuna es una locura, del mismo modo que es imprudente la prudencia mal entendida», dice Erasmo de Róterdam en su Elogio de la locura.[cita requerida]
Los escritores del Renacimiento, como una forma de poner en tela de juicio todo aquello que encontraban contradictorio, crearon personajes ficticios, mediante los cuales expresaban lo que pensaban. Al darle voz a la locura, Erasmo de Róterdam convierte su obra en una especie de sátira moral mediante la cual, se da el gusto de atacar todo lo que considera incorrecto, argumentando que la locura es una suerte de castigo del saber, para quienes creen saber.
Académicamente «es objeto de discursos que ella misma pronuncia». Lo que provoca un mayor acercamiento a la razón, como una característica propia de todos los hombres y no solo de los supuestos elegidos (sabios).
Luego de que la locura supliera el tema de la muerte en el siglo XV, pasa a ser la forma en que se da cuenta de que la existencia misma no es nada, en el sentido de que no refleja lo que verdaderamente es. Por este motivo, sus discursos son morales. Critica al hombre el apego a sí mismo y su incapacidad de ver, en la mentira, la verdad.
Lo que intenta Erasmo de Róterdam, es indicarnos el camino que nos lleve a recuperar la inocencia y la verdadera apariencia de las cosas. Realidad y verdad que solo son posibles de ver a través de la mirada humana, pero no de aquella dominada por la soberbia, sino de la del hombre común y corriente que disfruta de las cosas mundanas, y que reacciona casi espontáneamente a los estímulos del medio.
«La razón, para ser razonable, debe verse a sí misma con los ojos de una locura irónica». Lo que le interesa a Erasmo de Róterdam es dar a entender que solo a través de la locura el hombre sabrá razonar correctamente. Es decir, solo a través de la prueba y del error, es probable que se llegue a una verdad que siempre estará condicionada por otra, ya que el hombre jamás llegará a ser dueño absoluto de la razón.
La literatura de la modernidad ha encontrado en la locura un paradigma creativo respecto al uso poético del lenguaje; a ella se han remitido principalmente los artistas del romanticismo, viendo la locura sin esa perspectiva «crítica» y admitiendo sus mecanismos lingüísticos como juegos de puro lenguaje creativo. Así, Allan Poe, Baudelaire (con toda la corriente de «poetas malditos» de cambios de siglo) y, más recientemente, escritores adscritos a la llamada literatura experimental. Así, Raymond Queneau dedicó un grueso ensayo («Los locos literarios») al estudio de un catálogo de locos que, sin entrar voluntariamente en el terreno de la literatura, le sirven como referencias «artísticas» para un estudio de los fenómenos del lenguaje en un uso no convencional.
Más próximo a nuestros días, escritores como Rosa Montero o Ayoze González –entre otros–, han dedicado algunos de sus ensayos a abordar la locura como un asunto literario en relación con la creatividad artística. De este modo, Montero en El peligro de estar cuerda (2022), desarrolla sus ideas relacionado la locura, especialmente la de los escritores, con un estado de lejanía con lo real. Por su parte, Ayoze González, siguiendo a Montero, escribe en Pensando Juntos (2023): «el reconocimiento es la única manera en la que los delirios se tornan en apariencia de cordura».

## Razón y locura

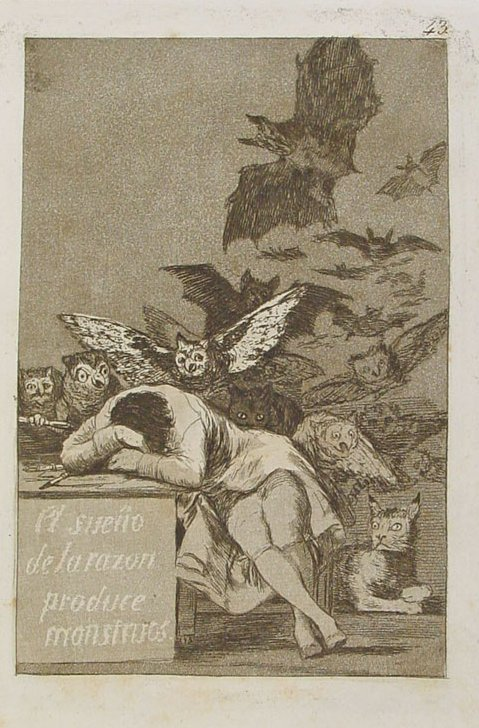
El sueño de la razón produce monstruos, grabado de Goya.

El saber de los locos, desde el punto de vista del Elogio de la locura de Erasmo de Róterdam, anuncia que, adoptar una posición absoluta con respecto a la fe o a la razón, no significa conocer, sino que solo creer saber.
La locura hace dudar a muchos, ya que la cualidad de los estultos es el ser francos y veraces. De ahí que la estulticia asegure que los reyes prefieran pasar más tiempo con los  bufones que con los sabios, porque estos últimos solo hablan de temas tristes y se preocupan de hacer notar a los demás su supuesta superioridad.
«Todo cuanto lleva el necio en el pecho, lo traduce a la cara y lo expresa la palabra. En cambio, el sabio tiene dos lenguas, una para decir la verdad y otra para decir cosas que consideran convenientes según el momento».
La locura, no solo es importante debido a que su reconocimiento conduce a la verdadera razón. También lo es por la relación que establece entre el saber y la experiencia. De modo que no se da valor a las conversaciones banales ni a las falsas creencias.
Es por esto que la locura no puede vivir sin la razón, ya que solo si esta última es capaz de reconocer a la primera, y determina la verdadera importancia de las cosas.
A través de la locura, el hombre es capaz de reconocer la miseria que le rodea, porque conociéndola identifica sus flaquezas, sus errores y su verdadera incapacidad de razonar correctamente.
Lo que más critica Erasmo de Róterdam son las ciencias por su afán de reconocimiento universal de una sola verdad y sus pretensiones de alcanzar la posteridad. Esto, con el fin de demostrar que no es más sabio quien lee y adopta teorías ajenas, sino quien a través de su propia experiencia establece o comprueba una. Por esto, es prudente quien se acomoda a la situación en la que vive y no se avergüenza de cometer errores por temor a un resultado desagradable.
En el siglo XV, el hombre comienza a establecer los hechos del mundo de otra manera. Los temas «supremos» pasan a ser mundanos, y viceversa, por lo que todo se torna más cercano y entendible. El miedo a la muerte, y a todo lo que provenga de la ultratumba, se atenúa debido a que se humaniza. Se hace más terrenal y, por lo tanto, alcanzable y más comprensible. Sin embargo, se comete el error de creer que este acercamiento da pie a que dichos acontecimientos sean dominables o completamente manejables por la mente humana. Deseo que, obviamente, es improbable si solo algunos creen conocer la verdadera realidad.
El lunatismo es un estado de locura temporal que suele concordar con las fases lunares, principalmente con la luna llena. En la Edad Media (y aún hoy) contribuyó a la creencia de la licantropía (hombre lobo). La locura además como falta de razón puede ser utilizada para defensa ante cargos criminales, por ejemplo en Inglaterra

## Otros usos del término
Las palabras «locura» y «loco» (una persona que sufre locura) se usan en algunos contextos con otros significados sin relación con la enfermedad. Uno de los más frecuentes es el de resaltar la intensidad de una emoción. Loco de amor, por ejemplo, se utiliza para indicar que alguien experimenta dicha emoción en un grado superlativo.
Se utiliza también, refiriéndose a animales o entes inanimados, para dar a entender que está fuera de control.
En Argentina, Chile, Nicaragua, Perú , Cuba y la Angloesfera se utiliza también en la jerga popular para indicar a alguien extrovertido, que comete actos temerarios o incluso como forma amistosa de referirse a otra persona sin usar su nombre.
Por lo general, los usos de la palabra «loco» en la cultura popular no suelen referirse a la locura en sí, sino a alguno de estos otros significados.
En México también se puede utilizar con alguna connotación de entornos sociales no aptos.
Cabe destacar que también la palabra loco pudiera ser tomada como un término peyorativo, especialmente para quienes sufren de trastornos como por ejemplo:
- Trastorno bipolar
- Oligofrenia
- Esquizofrenia
- Trastornos del espectro autista
- Psicopatía
- Sadismo

## Disfemismos

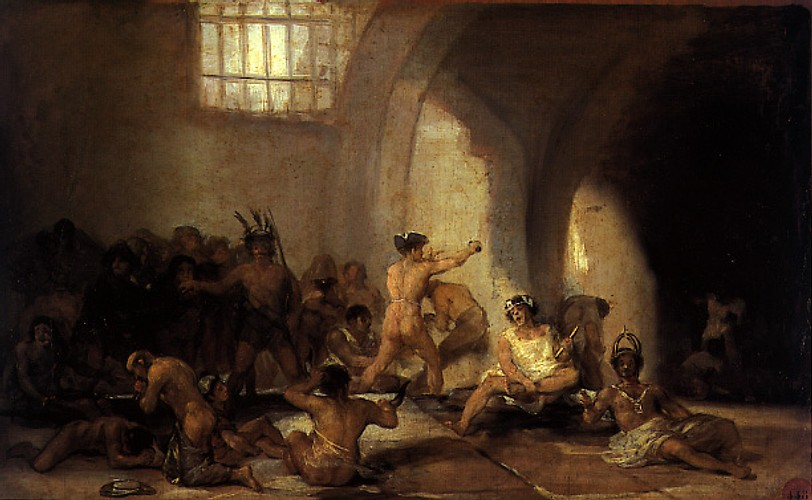
«Casa de locos» de Francisco de Goya (1746-1828)

En la lengua española existen numerosas expresiones populares eufemísticas para referirse a la locura:
- Estar como una cabra / chota: Bien, ahora va usted a ser mi sucesor. Debía haberlo sido Surribas por derecho de antigüedad, pero el pobre está loco como una cabra.[6]
- Estar como un cencerro: Es que mi querida prima está como un cencerro -opinó suficiente Paquito, que oteaba el horizonte subido a una de las dos enormes bolas de piedra que adornaban la entrada del hotelito....[7]
- Tener la cabeza como una jaula de grillos: Gabriel, te juro que tengo la cabeza como una jaula de grillos, y que no sé qué pensar. Cuando vi entrar a Restituta... ¿Creerás que no puedo apartar de mi memoria su repugnante imagen? Lo que dije... aquellos dos pecadillos....[8]
- Tener la cabeza como una zambomba: Pero ¿qué había de sucederle con el trajín de tantas horas y las preocupaciones de tantos días, que le habían puesto la cabeza como una zambomba en ejercicio?[9]